# Кейп-Бретон-Хайлендс
Национальный парк Кейп-Бретон-Хайлендс (англ. Cape Breton Highlands National Park, фр. Parc national des Hautes-Terres-du-Cap-Breton) — национальный парк Канады, расположенный на острове Кейп-Бретон в канадской провинции Новая Шотландия.

## Физико-географические характеристики
70% парка расположено на плато Кейп-Бретон в северной части острова. Плато является частью горной цепи Аппалачи, протянувшейся от штата Джорджия, до Ньюфаундленда. Высота плато меняется от 350 метров по краю до 500 метров в центре. На западном побережье нагорье выходит крутыми склонами на залив Святого Лаврентия, на восточном высота плавно уменьшается и заканчивается песчаными пляжами на берегу Атлантического океана.

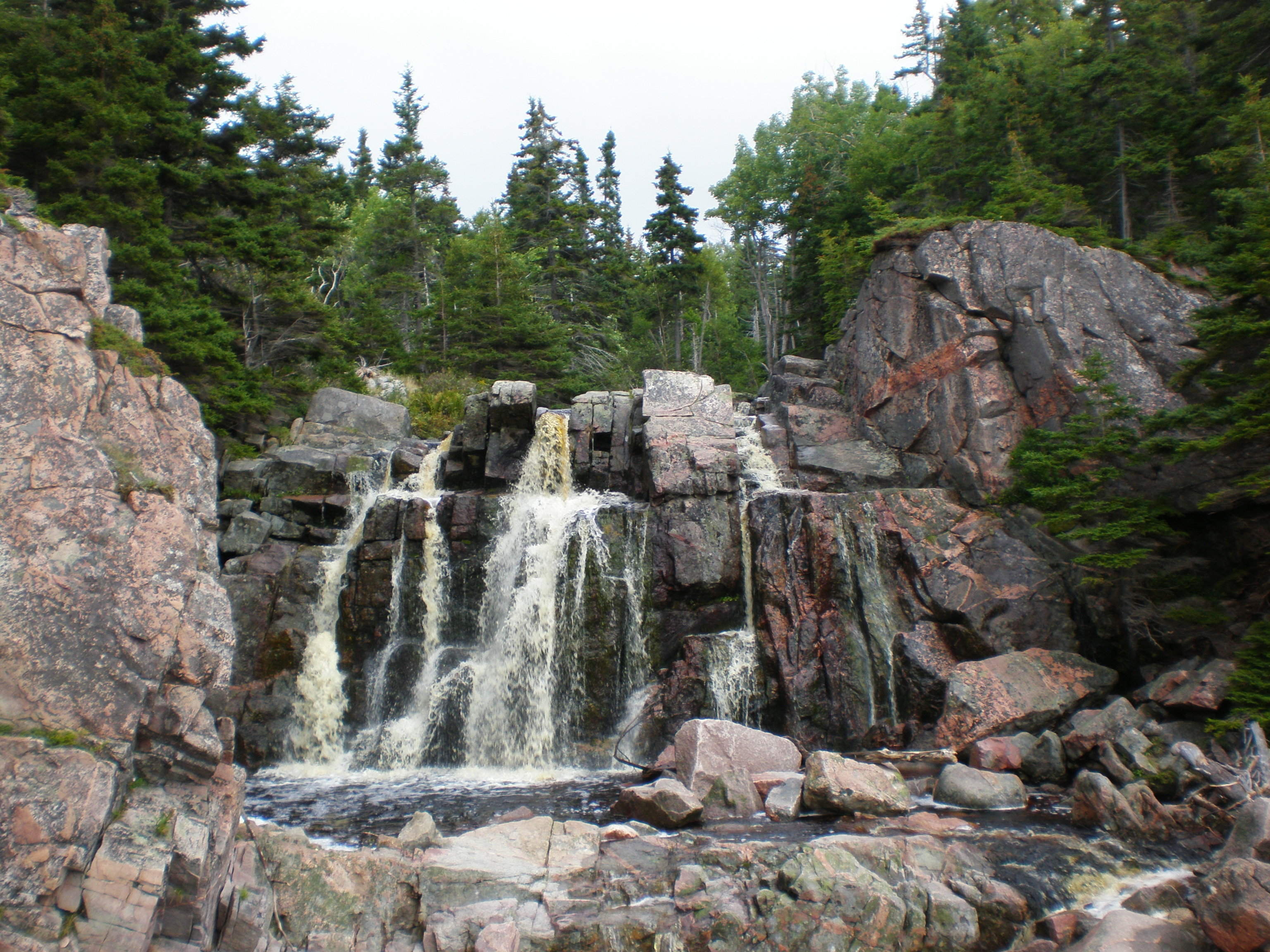
Водопад Блэк-Брук на Кабо-Трейле.

По парку протекает 16 основных водных артерий, которые стекают с плато и несут свои воды в залив или океан. Обычно реки стекают с плато, затем реки протекают по каньонам на его краю, и переходят в широкие долины в устье. В восточной части парка расположено множество кислотных озёр, образовавшихся после таяния ледников около 10 000 лет назад. Уровень воды сильно зависит от сезона, некоторые реки полностью пересыхают в засушливые сезоны.
Климат северной части острова формируется под воздействием континентальных ветров, а также расположения около моря и гор, и характеризуется быстрой сменой погоды, умеренным количеством осадков, тёплым летом и холодной зимой. Большое влияние на климат оказывают большие водные массы залива Святого Лаврентия и Атлантического океана, между которыми расположен остров. Время от времени по парку проходят осенние тропические штормы, возможны сильные снегопады (снега выпадает 300—400 см в год). Высокогорное плато составляет другую климатическую зону с повышенной дневной температурой и количеством осадков. Сезон роста растений на плато короче, снег встречается до июня.

## Флора и фауна
Флора парка представляет собой смесь северных и южных видов. Среди южных видов произрастают сахарный (канадский) клён и жёлтая берёза, к северным видам относят белую берёзу, бальзамическую пихту, чёрную ель и свидину канадскую. В северной части острова произрастает около 750 видов растений, более 100 из которых являются экзотическими для данной местности и завезены человеком. Среди таких растений ромашка, люпин, тунбергия и одуванчик. Несмотря на то, что север Кейп-Бретона является частью натурального региона прибрежное акадское высокогорье (англ. Maritime Acadian Highlands Natural Region), растительность делится на три части: акадские смешанные леса, арктические леса и тайга.
В парке водится большое количество животных: рыбы, амфибии, рептилии, птицы и млекопитающие. Около 40 видов млекопитающих обитает в пределах парка, это койот, американский беляк, лось, редкая канадская рысь, скалистая полёвка и длиннохвостая бурозубка. К морским млекопитающим в районе парка относят гринд и тюленей. На побережье гнездятся морские птицы: чайки, бакланы, кайры, в то время как лесная часть является местом обитания сов, ястребов, белоголовых орланов и куропаток.